# 努瓦耶博卡日
努瓦耶博卡日（法語：Noyers-Bocage，法語發音：[nwaje bɔkaʒ] ⓘ）是法国卡尔瓦多斯省的一个旧市镇，原属于卡昂区。2016年，努瓦耶博卡日与市镇米西合并为新市镇努瓦耶-米西。2017年，努瓦耶-米西与临近的2个市镇合并为新市镇瓦勒达里并改属维尔区，努瓦耶-米西为新市镇行政中心。

## 地理
努瓦耶博卡日（49°7'21"N, 0°34'2"W）面积8.87 平方千米，位于法国诺曼底大区卡爾瓦多斯省，该省份为法国西北部沿海省份，北濒大西洋英吉利海峡，东北与滨海塞纳省以海上边界相接，东临厄尔省，南至奧恩省，西与芒什省接壤。
与努瓦耶博卡日接壤的市镇（或旧市镇、城区）包括：勒洛舍尔、米西、贝桑地区蒙、奥东河畔帕尔富吕、泰塞勒、奥东河畔图尔奈、旺德、维伊博卡日。
努瓦耶博卡日的时区为UTC+01:00、UTC+02:00（夏令时）。

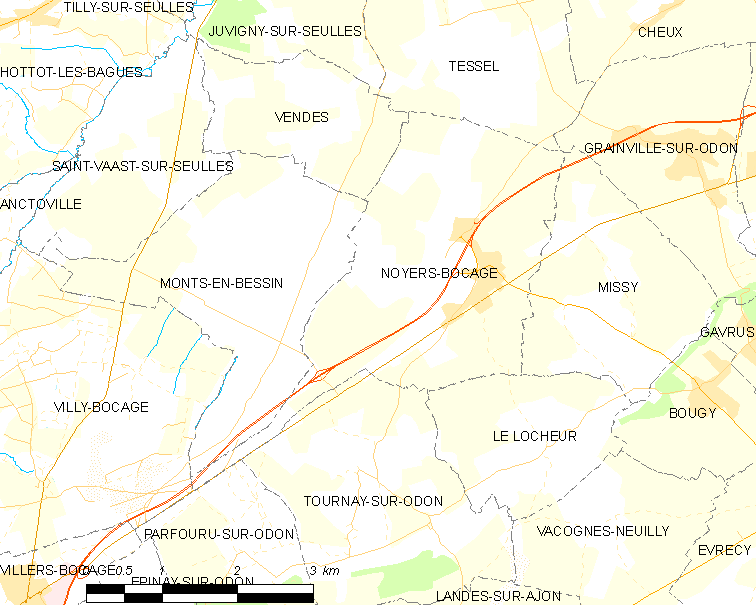
努瓦耶博卡日的OSM定位图

## 行政
努瓦耶博卡日的邮政编码为14210，INSEE市镇编码为14475。

## 政治
努瓦耶博卡日所属的省级选区为莱蒙多奈县。

## 人口

1962-2008年间努瓦耶博卡日人口变化图示

努瓦耶博卡日于2018年1月1日时的人口数量为1223人。